# Jiřice u Moravských Budějovic
Jiřice u Moravských Budějovic là một làng thuộc huyện Znojmo, vùng Jihomoravský, Cộng hòa Séc.